# Newbern (Tennessee)
Newbern è un comune degli Stati Uniti d'America, situato nello Stato del Tennessee, nella Contea di Dyer.